# 曼努埃尔·阿马多尔·格雷罗
曼努埃尔·阿马多尔·格雷罗（西班牙語：Manuel Amador Guerrero；1833年6月30日—1909年5月2日），巴拿马医生、保守主义政治家，1904年-1908年任巴拿马共和国首任总统。

## 早年生活
格雷罗于1833年出生于哥伦比亚的图尔瓦科。 1854年，他从哥伦比亚卡塔赫纳大学毕业，成为医师。
1855年，格雷罗移居科隆，并在巴拿马铁路医院担任医师，一年后，他做了邮递员。 后从政并加入哥伦比亚保守党，1868年，格雷罗竞选巴拿马州州长获胜，但遭军人反对未能任职。他因此被迫逃往卡塔赫纳.1886年，格雷罗才被任命为巴拿马州州长，  1886年8月5日不再担任。

## 巴拿马的独立
19、20世纪交界的时候，法国人费迪南·莱塞普开始建造一条连接大西洋和太平洋的运河。後來，美国总统西奥多·罗斯福意识到运河的重要性，便使用外交手段试图接管这条重要的运河。另外，当时作为哥伦比亚一省的巴拿马強烈要求脱离哥伦比亚独立，因此美国有一些政治人物、军事人物以及利益团体抓紧了这个机会，夺取运河的控制权。
1903年，在美国政府的策动下，格雷罗参与到巴拿马省独立运动当中，并很快成为首要人物之一，与美国政府和法国工程师菲利普·让·布瑙-瓦利拉合谋，准备发动独立革命，1903年7月格雷罗与其同僚在巴拿马成立了巴拿马革命委员会，随后于9月前往纽约与美国人商订独立行动计划。10月美国接管了法国运河公司开凿运河租让权后，通过瓦利拉向格雷罗提供50万法郎经费、军事行动计划、密电码、独立宣言、新宪法草案等，格雷罗再在此期间也设计了巴拿马国旗。
1903年11月，在美国海军的配合下，巴拿马爆发了一场几乎不流血的革命，目的是從哥伦比亚獨立，哥伦比亚政府立即派兵镇压，11月2日美国下令派四艘军舰开抵科隆市和巴拿马城，控制巴拿马铁路，切断哥伦比亚援军的去路。次日，格雷罗率领反叛者发动政变，逮捕了巴拿马省长和哥伦比亚军队指挥官。11月4日，巴拿马召开了群众大会，宣布巴拿马独立并成立临时政府，格雷罗担任临时总统，6日，美国总统西奥多·罗斯福承认了格雷罗领导的巴拿马政府。两周后，巴拿马立刻与美国签署了「海-艾蘭條約」，给予美国建造和管理巴拿马运河的絕對权利。自此，巴拿马运河成為了美国的囊中之物，并借其优越的运输因素而垄断了太平洋至大西洋的海運，直至1977年美国同意在1999年将巴拿马运河的管理权交还给巴拿马為止。而这个条约始终都是巴美两国之间外交争论的重大主题。

## 总统生涯
1904年2月，格雷罗正式当选为巴拿马第一任总统，在任期间，格雷罗于1904年以美国宪法为蓝本颁布了巴拿马宪法，并在美国外交使团的建议下解散了巴拿马军队，成立国民警卫队，以维护国内治安。发行巴拿马货币巴拿马巴波亚，并宣布其与美元等值。此外，格雷罗还倡导社会福利，当政期间积极改善公共卫生条件，消灭蚊虫传播的疾病。

## 卸任后
格雷罗1908年卸任，一年后在巴拿马城病逝，享年76岁。巴拿马共和国的最高荣誉奖章以格雷罗的名字命名，巴拿马国内足球联赛一家足球俱乐部也以格雷罗的名字命名。

### 注记
- Barrow, Robert M. . Caribbean Studies (Río Piedras, Puerto Rico: Institute of Caribbean Studies, College of Social Sciences, University of Puerto Rico). January 1966, 5 (4): 12–27. ISSN 0008-6533. JSTOR 25611907.
- Delpar, Helen. . Leonard, Thomas; Buchenau, Jurgen; Longley, Kyle; Mount, Graeme  (编). . Thousand Oaks, California: SAGE Publications. 2013: 11  [2020-06-19]. ISBN 978-1-60871-792-7. （原始内容存档于2020-07-07）.
- Harding, Robert C. . Westport, Connecticut: Greenwood Publishing Group. 2006. ISBN 978-0-313-33322-4.
- Haskins, William C (编). . Ancón, Canal Zone, Panama: A. Bienkowski, Star & Herald Co. 1908. OCLC 23747701.
- Johnson, Willis Fletcher. . New York, New York: Henry Holt and Co. 1906. OCLC 576076780.
- McCullough, David. . New York, New York: Simon and Schuster. 2001. ISBN 978-0-7432-0137-7.
- McGeachy, A. V. . The Panama Canal Review (Balboa Heights, Canal Zone, Panama: The Panama Canal Company). 3 November 1961, 12 (4): 3–6  [26 December 2017].
- Ospina Peña, Mariano.  [Roosevelt, the Magnates and Panama]. Colombia: Así Sucedió. 21 July 2017  [23 December 2017]. （原始内容存档于23 December 2017） （西班牙语）.
- Sanchez, Peter M. . Hey, Jeanne A. K.  (编). . Boulder, Colorado: Lynne Rienner Publishers. 2003: 53–74  [2020-06-19]. ISBN 978-1-55587-943-3. （原始内容存档于2020-07-08）.

## 相关书籍
- Castillero, Ernesto J. (1935) Galería de Presidentes de Panamá. Panamá.
- "55 mandatarios", an album of the Panamanian newspaper La Prensa containing the life of all the Presidents of Panama.
- Mellander, Gustavo A.(1971) The United States in Panamanian Politics: The Intriguing Formative Years. Daville,Ill.:Interstate Publishers. OCLC 138568.
- Mellander, Gustavo A.; Nelly Maldonado Mellander (1999). Charles Edward Magoon: The Panama Years. Río Piedras, Puerto Rico: Editorial Plaza Mayor. ISBN 1-56328-155-4. OCLC 42970390.